# Le Journal amusant

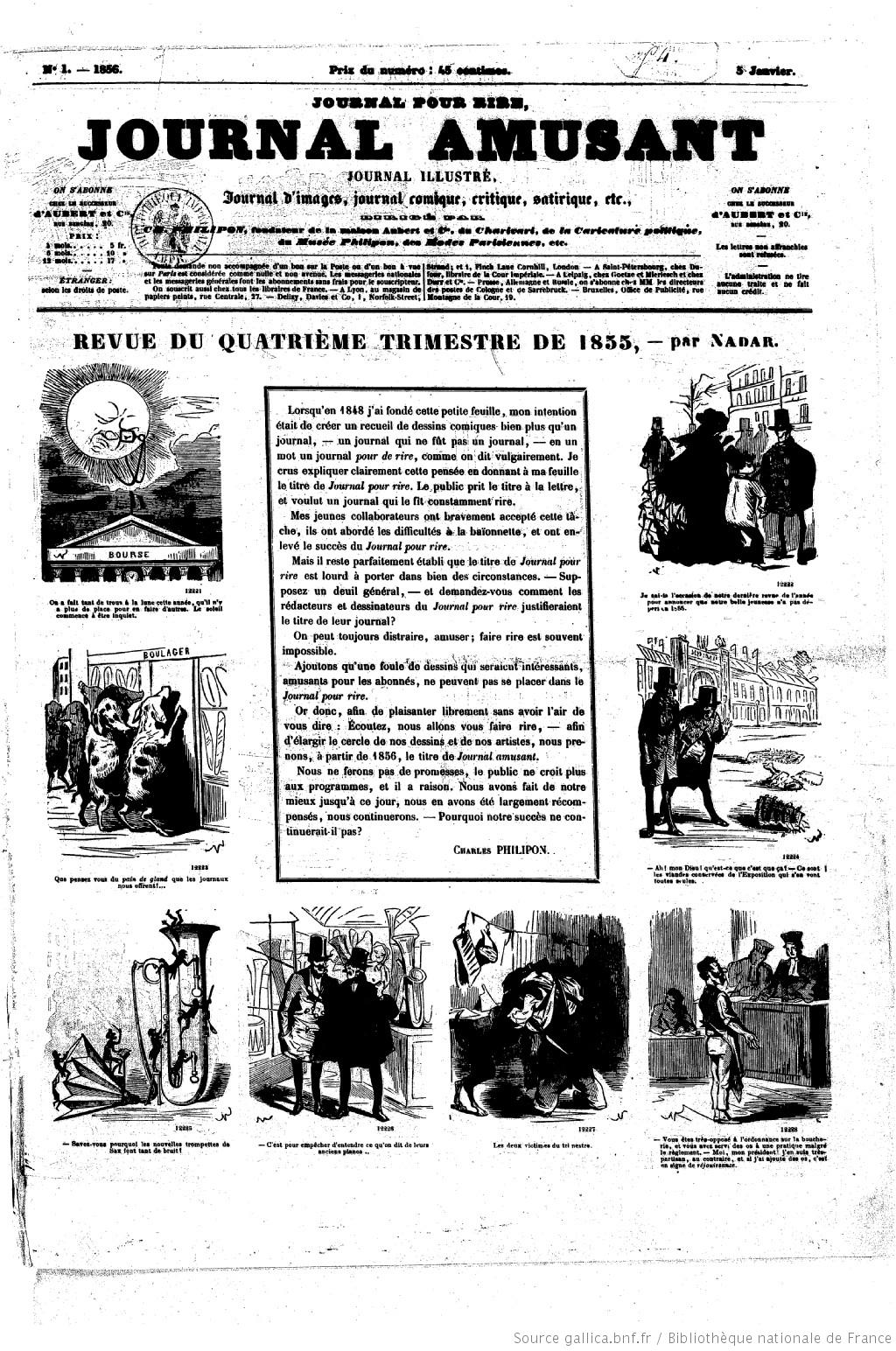
Erste Nummer von 1856

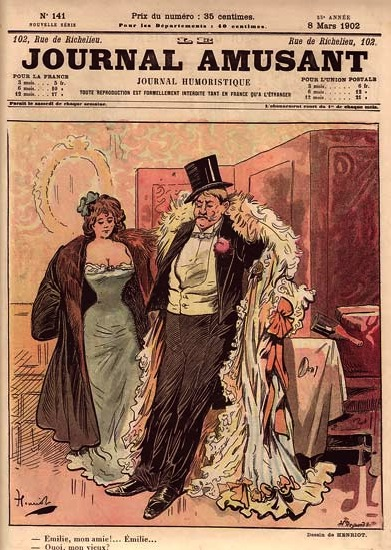
Ein Titelblatt von 1902

Das Journal amusant war ein französisches satirisches Wochenblatt, das von Anfang 1856 bis Ende 1933 erschien. Sein Vorläufer war das 1848 gegründete Journal pour rire.
Der Gründer des Journal amusant war der Karikaturist Charles Philipon, dessen Familie über mehrere Jahrzehnte die Eigentümerschaft behielt. In den 1860er Jahren fungierte Nadar als Chefredakteur. Während des Ersten Weltkriegs war das Erscheinen des Blatts über fünf Jahre unterbrochen. Zur Zeit seiner Einstellung war das Journal amusant die älteste humoristische Zeitschrift Frankreichs. Der Karikaturist Edouard Guillaumin und der Kunstkritiker Louis Leroy zählten zu seinen bekannteren Mitarbeitern.